# Великоволицька сільська рада
Великоволицька сільська рада (Велико-Волицька сільська рада) — колишня адміністративно-територіальна одиниця та орган місцевого самоврядування у Романівському і Любарському районах Житомирської, Бердичівської округ, Вінницької й Житомирської областей УРСР та України з адміністративним центром у селі Велика Волиця.

## Населені пункти
Сільській раді підпорядковувалися населені пункти:
- с. Велика Волиця

## Населення
Кількість населення ради, станом на 1923 рік, становила 2 649 осіб, кількість дворів — 441.
Відповідно до перепису населення СРСР, станом на 17 грудня 1926 року, чисельність населення ради становила 2 347 осіб, з них, за статтю: чоловіків — 1 127, жінок — 1 220; етнічний склад: українців — 2 236, росіян — 5, євреїв — 21, поляків — 81, інші — 4. Кількість господарств — 540, з них, несільського типу — 7.
Відповідно до результатів перепису населення 1989 року, кількість населення ради, станом на 12 січня 1989 року, становила 920 осіб.
Станом на 5 грудня 2001 року, відповідно до перепису населення України, кількість мешканців сільської ради становила 919 осіб.

## Склад ради
Рада складалась з 16 депутатів та голови.

## Керівний склад сільської ради
| ПІБ                      | Основні відомості                                                               | Дата обрання | Дата звільнення |
| ------------------------ | ------------------------------------------------------------------------------- | ------------ | --------------- |
| Кваша Володимир Петрович | Сільський голова, 1966 року народження, освіта                                  | 26.03.2006   | 31.10.2010      |
| Голюк Микола Андрійович  | Сільський голова, 1954 року народження, освіта середня спеціальна, безпартійний | 31.10.2010   |                 |

Примітка: таблиця складена за даними джерела

## Історія
Утворена 1923 року в складі с. Велика Волиця та хуторів Видумка і Фавстинівка Мотовилівської волості Житомирського повіту Волинської губернії.
Станом на 1 вересня 1946 року сільрада входила до складу Любарського району Житомирської області, на обліку в раді перебували села Велика Волиця та Червона Володимирівка.
22 травня 1957 року с. Червона Володимирівка було передане до складу Уланівського району Вінницької області. 5 лютого 1965 року, Указом Президії Верховної Ради Української РСР, передано села Бичева та Рогізна Мшанецької сільради Старокостянтинівського району Хмельницької області до складу Любарського району Житомирської області з підпорядкуванням сіл Великоволицькій сільській раді.
Станом на 1 січня 1972 року сільська рада входила до складу Любарського району Житомирської області, на обліку в раді перебувало с. Велика Волиця.
Припинила існування 20 листопада 2017 року через об'єднання до складу Любарської селищної громади Любарського району Житомирської області.
Входила до складу Любарського (7.03.1923 р., 4.01.1965 р.) та Дзержинського (30.12.1962 р.) районів.